# Vibeke Grave
Vibeke Grave (født 31. januar 1958 i Nykøbing Falster) er tidligere socialdemokratisk folketingsmedlem. Efter valget i november 2007 blev hun socialdemokraternes 1. suppleant til Folketinget i Sjællands Storkreds. Hun har siden i perioder været stedfortræder i tinget for henholdsvis Magnus Heunicke og Mette Gjerskov. Fra 1. januar 2010 indtrådte hun i Folketinget som ordinært medlem. 

## Biografi

### Personligt
Vibeke Grave er datter af maskinarbejder Kjeld Grave og skolesekretær Grethe Grave. Hun voksede op i Maribo i en socialdemokratisk familie, hvor hendes far i 25 år var socialdemokratisk byrådsmedlem. Hun hun blev student fra Maribo Gymnasium i 1977. 
Efter i et par år at have arbejdet med handicappede unge begyndte Vibeke Grave i 1981 på Den Sociale Højskole i København, hvorfra hun er uddannet som socialrådgiver i 1984. Hun har i 1998 taget lederuddannelse på Den kommunale Højskole i Grenå.
Efter 11 år som socialrådgiver i Maribo og Rødby Kommuner blev Vibeke Grave i 1995 ansat som ungdomsskoleinspektør i Maribo Kommune, hvor hun arbejdede indtil 2006. I perioden 2008-10 har hun været leder af et skoleprojekt for bogligt trætte skolelever i 8. og 9. klasse i Lolland Kommune.
Hun er er gift med konsulent Kurt Kristiansen og mor til Mads og Mie Grave.

### Politisk
Vibeke Grave meldte sig allerede i gymnasietiden ind i Danmarks Socialdemokratiske Ungdom(DSU) og har siden 2000 været Socialdemokratiets kandidat i Maribokredsen.
Hun var i perioden 1. april – 30. april 2005 midlertidigt folketingsmedlem for Storstrøms Amtskreds og blev senere indsuppleret som socialdemokratisk folketingsmedlem i efteråret 2006 efter Lene Jensens udtræden af Folketinget. 
I januar 2007 vandt Vibeke Grave klart en urafstemning i den nye Lollandkredsen, hvorved hun blev folketingskandidat for den nye, store kreds. Hun opnåede ikke genvalg ved valget i november 2007. Fra 1. januar 2010 blev Vibeke Grave på ny folketingsmedlem, idet hun afløste Thomas Adelskov, der forlod Folketinget for at blive borgmester i Odsherred Kommune. 
Vibeke Grave blev den 17. november 2009 valgt til Lolland Byråd. Ved konstitueringen blev hun medlem af økonomi- og Femern Bæltudvalgene. Hun har orlov fra byrådsarbejdet efter hun igen er indtrådt i Folketinget.

### Folketingsarbejdet
I Folketinget er Vibeke Grave medlem af Fødevarerudvalget og Færøudvalget, samt stedfortræder i sundhedsudvalget, kommunaludvalget og trafikudvalget. Derudover var Vibeke Grave socialdemokraternes biblioteksordfører. 
Vibeke Grave placerede sig selv til venstre for midten[kilde mangler] i den socialdemokratiske folketingsgruppe og har fokus på samfundets socialt udsatte grupper, udkantsområderne og disses overlevelse samt vedvarende energi. Hun har længe kæmpet for en bedre infrastruktur på Lolland/Falster og en fast Femernforbindelse.

## Tillidshverv
Grave er næstformand for Arbejdernes Forsamlingsbygning i Maribo og bestyrelsesmedlem på Maribo Gymnasium.